# Université Bauhaus de Weimar
Pour les articles homonymes, voir Bauhaus (homonymie).
Cet article court présente un sujet plus développé dans : Bauhaus et Bauhaus et ses sites à Weimar, Dessau et Bernau.
L'université Bauhaus de Weimar (en allemand : Bauhaus-Universität Weimar) est une université située à Weimar, en Allemagne, et spécialisée dans les domaines artistiques et techniques.
Fondée en 1860 sous un autre nom, elle a acquis le statut d'université le 3 juin 1910.
En 1919, l'école a été rebaptisée Bauhaus par son nouveau directeur Walter Gropius et elle a reçu son nom actuel de Bauhaus-Universität Weimar en 1996.

## Élèves
- Gertrud Schille (1940-), architecte